# Negrilla de Palencia
Negrilla de Palencia település Spanyolországban, Salamanca tartományban. Negrilla de Palencia Tardáguila, Arcediano, La Vellés, Castellanos de Villiquera, Palencia de Negrilla és Topas községekkel határos. Lakosainak száma 76 fő (2024).

## Népesség
A település népessége az elmúlt években az alábbi módon változott:
| Lakosok száma | 122  | 118  | 121  | 136  | 129  | 113  | 89   | 88   | 80   | 76   |
|               | 2001 | 2004 | 2007 | 2009 | 2012 | 2014 | 2017 | 2019 | 2022 | 2024 |